# Дух-хозяин
Дух-хозя́ин (и аналогичные ему: господин, владыка; или дух локуса, дух места, дух-покровитель места, гений места) — общеупотребительный термин первобытных религий, а также и современного фольклора, перешедший в качестве синонима божества во все высшие религии.

## Развитие образа
У примитивных народов термин этот употребляется в различных значениях, в конце концов сводящихся, однако, к понятию божества. Самое раннее его значение — это хозяин того или другого вида животных или растений, существо, распоряжающееся ими на таких же началах, на каких человек распоряжается принадлежащим ему скотом или владычествует в кругу себе подобных. В этом смысле хозяин представляется прежде всего в форме того или другого животного или растения, только с физическим и интеллектуальным перевесом над ему подобными (см. теротеизм). Так, например, хозяином медведей у айнов является медведь, размерами и силой превосходящий всех остальных; хозяином (старшим братом) бобров у североамериканских индейцев — индивид, удивительно сильный и огромный, величиной с хижину. В русской мифологии в качестве хозяев-зверей на Буяне находим «Змею, старейшую всех змей, вещего Ворона, старшего брата всех воронов, Птицу, самую большую и старую из всех птиц, с железным клювом и медными когтями, пчелиную матку, старейшую из всех пчёл» и т. д.
Далее хозяин этот является уже человекоподобным существом или настоящим «человеком», который только по мере надобности принимает звериную форму своего вида или же совершенно её утрачивает. В этом случае подчинённые ему животные являются не добровольно подчиняющимися ему сородичами или единоплеменниками, а его инвентарём, которым он распоряжается по-хозяйски. Нет такого вида животных или растений, который бы не имел такого хозяина: мелкая мошка и тигр, камыш и пальма равно подчинены хозяинам.
Из этого множества хозяев на первый план выступают те, которые являются благодетелями первобытного человека и его первыми богами. Они посылают ему всё необходимое для его существования. Характерным примером такого хозяина-посылателя может служить нивхско-айнско-орочское божество (хозяин косатки), посылающее человеку морских зверей. Нивхи его называли «ызь» — «хозяин». Виды, безразличные или даже враждебные человеку, тоже имеют своих владык-хозяев, но враждебные хозяева на ранних ступенях ещё не являются богами и не играют такой обособленной роли, как на позднейших, когда боги добра и зла противодействуют друг другу. Среди явно благодетельных видов могут попадаться отщепенцы, сумасшедшие, выродки, строящие козни человеку, — и наоборот, самые враждебные виды, как тигры, крокодилы, змеи, чаще всего рассматриваются, как благодетели.
По позднейшему представлению, всякая более или менее обособленная область природы или явлений, даже отдельные территории (лес, река, роща и т. д.) имеют своего хозяина. Таким образом получаются не только крупные хозяева земли, неба, воды, моря, ветра, солнца, луны, но и бесчисленные хозяева ручья, утёса, вершины, рощи и т. п. Это такие же антропоморфные существа, такие же люди, как и хозяева предыдущей категории, и тоже принимающие иногда звериную форму. Как и люди, они живут семьями, родами и очень многочисленны; как и люди, они смертны; если их не видят, то только потому, что они или являются в виде зверей, или считают нужным скрываться от людских глаз.
Дальнейшая эволюция понятия выясняется из истории образования его. Генезис термина хозяин кроется, с одной стороны, в понятиях первобытного родового союза, с другой — в первобытной философии природы. В самых примитивных родовых обществах, не знающих ещё родоначальников, под словом хозяин подразумевается не всякий глава семьи или хозяйства, а только индивид, выдающийся ловкостью на охоте, силой, отвагой, красноречием, здравым смыслом — качествами, всегда дающими материальный достаток и поддержку семейно-родственного союза. Не облеченное никакими формальными и наследственными прерогативами, такое лицо играет огромную роль в своей среде. В мирное время, как предводитель на охоте, такой хозяин часто является кормильцем своих сородичей, а как мудрейший между ними — естественным судьёй в распрях, на войне общепризнанным вождём. В позднейший период этот естественный хозяин превращается во всевластного патриархального наследственного родоначальника, а в ещё более поздних крупных племенных агрегатах становится всемогущим владыкой, господином, хозяином хозяев, вождём вождей и т. д.
Сообразно с этой эволюцией в человеческой иерархии меняются титулы и сами представления об их носителях в сверхъестественной иерархии. Перенесение понятий из первой сферы во вторую происходит совершенно естественно с точки зрения первобытной философии. Последняя покоится на двух основах: на существовании причинности всего сущего и на полном уподоблении всего сущего человеку, вследствие чего никакой иной причинности, кроме сознательной, волевой, быть не может. Животные, растения, камни и т. д. — все это имеет душу, разум и волю, подобно человеку, и, следовательно, должно иметь в своей среде таких же выдающихся и властных хозяев, какие есть у людей. Множество явлений приводят к идее, что те или другие хозяева специально заняты благодетельствованием человеку. Миллионы так называемой ходовой рыбы являются в точно определённые сезоны из моря в реки метать икру, как бы специально для того, чтобы становиться добычей человеку; бесчисленные стаи птиц теряют в известное время оперение и сами как бы идут в руки голодного дикаря; стада оленей застревают в глубоком снегу как бы для того только, чтобы один человек мог безнаказанно перерезать им глотки; каждую зиму соболь одевается в дорогую шкуру, столь ценную для обмена; каждый день зажигается солнце, чтобы доставить свет, столь необходимый для добывания пищи; страшный тигр не трогает слабого прохожего, хищная косатка гонит животных прямо на острогу охотника. Всё это, очевидно, проделывают хозяева, дабы дать возможность существовать человеку. Но эти хозяева первоначально не имеют ничего общего между собою; ещё менее имеют они общего хозяина, как совершенно автономны и ничего общего между собою не имеют хозяева отдельных родов.
Все первобытные мифологии рисуют хозяев в образе глубоких старцев и старух, ведущих усердную хозяйственную жизнь. Все они занимаются тем же, что их поклонники. Чукотский хозяин солнца держит оленей, нивхский хозяин тайги — собак в образе медведей, орочский хозяин гор охотится за лосем и т. д. Только постепенно, с изменением социальных условий, меняются и образы хозяев. Из хозяев стад, охотников, первых между равными в своей среде, они превращаются в властелинов с целой иерархией безгласных подчинённых, ведущих войны, истребляющих друг друга, нередко вымещающих свою злобу на людях, требующих кровавых жертв и т. д.
Исканием причинности объясняется и создание таких типов хозяев, которые ничего общего не имеют с хозяевами животных и хозяевами территорий. Так, например, бог войны у многих племён не более, как хозяин известного вида хищных птиц, слетающихся на поле битвы поедать трупы. Хозяин ветра — то могучий свистун (нивхи), то обладатель мешков с заключёнными ветрами, периодически выпускаемыми на свободу и потом снова запираемыми, и т. п. Таким образом хозяин — понятие совершенно реальное в уме первобытного человека; нет хозяина без реального объекта обладания. Поэтому термин этот всегда состоит из двух слов — самого слова хозяин и его объекта. Законы языка сыграли здесь особенную роль, имеющую огромное значение для понимания позднейших религиозных терминов и дальнейшей эволюции религиозных представлений. В обыденной речи опускались то первое, то второе слово: вместо, например, «Гора-хозяин» (в одних языках) или «хозяин горы» (в других) говорилось просто либо Гора, либо Хозяин.
Вместо индивидуальных получались общие термины, как, например, семитский Ваал — буквально хозяин, владыка, соответствовавший, с одной стороны, еврейскому общему понятию бог, но в сущности представлявший собою старинного хозяина солнца, как это видно из деталей его культа. С другой стороны, когда опускалось слово хозяин, то получались божества в виде областей и сил природы — гора, земля, солнце, небо и т. п. Из территорий боголюдей они превратились впоследствии, при изменившихся условиях среды и психологии, в самостоятельные божества, истинное происхождение которых было забыто. В этой последней эволюции играла роль и другая причина. С разрушением родового строя, с образованием крупных социальных агрегатов, рассеянных на огромных территориях, с единовластными иерархами во главе, с большей подвижностью населения, чисто местные хозяева должны были стушеваться, объекты их обладания должны были потеряться, и хозяева естественно превратились в более смутные, общие, неопределенные представления, сохранившие старые термины, но утратившие старое содержание.
Многие местные хозяева теряли свой престиж и вследствие роста культуры, уничтожившей подвластных им животных: они превращались в таинственных, безвластных владетелей мелких территорий, рощиц, ручьёв, гротов — этих поэтических гениев греков и римлян. Доходило и до того, что эти владения принимались только как плоть, видимая оболочка души старого хозяина этих мест. Ещё позже забывались и самые гении мест, хотя их обители все ещё продолжали хранить божественную природу (рощицы в Китае, священные ключи и т. д.). Ещё позже, с принятием монотеизма, старые хозяева леса, воды, дома и т. д. обращаются в существа то индифферентные, то зловредные — в домовых, водяных, леших и т. д., точно так же как в глазах первых христиан старые хозяева греческого Олимпа превратились в простых бесов, в многочисленное отродье сатаны.

## В славянской мифологии
В славянской мифологии были развиты духи-хозяева места. У русских, на востоке Украины и северо-востоке Белоруссии ими являются большинство мифологических персонажей: хозяева дома и хозяйственных построек — домовой, дворовой, банник, хлевник, овинник, рижник, гуменник, пунник (хозяин сеновала), мельничной, колодечник; хозяева природных локусов — леший, водяной, болотник, полевой, луговик, межевой. Помимо них упоминаются и более мелкие духи: запечник, подполянник (хозяин подпола); подкустовник, подгрибовник (боровик), моховик и т. д.. Также есть их женские аналоги: домовая, овинница, ригачница; лешачиха, водяниха, болотница и т. д. Человек должен был уважать духа-хозяина, спрашивать разрешение на деятельность в его владениях, задабривать его дарами. В Западной Украине и Западной Белоруссии духи, связанные с определённым местом, в основном не являются его хозяевами, лишь пребывая в нём.
У южных славян также есть персонажи-хозяева, это дух-покровитель дома, имеющий вид змеи (болг. стопан, серб. змија чуваркућа), змея, охраняющая поле или виноградник от плохой погоды (серб. пољарица), водяной демон (болг. топик). Присутствие этих духов в своих местах обитания обеспечивает их нормальную жизнь. Духи-хозяева почитались как души предков.
У западных славян представления о духах-хозяевах развиты слабее: это домовой дух, часто также представляемый в виде змеи, рыцари — владельцы замков, привидения, живущие в заброшенных постройках, духи шахт и рудников. Природные локусы в мифологических представлениях западных славян не имеют своих хозяев.
Леший у восточных славян рассматривался и как хозяин животных. Хозяевами волков считались сербо-хорватский волчий пастырь (сербохорв. вучји пастир/vučji pastir), украинский лісун и русский Егорий Храбрый.